# 생방송 건강합시다
《생방송 건강합시다》는 2004년까지 방송되었던 건강정보 프로그램이다.